# Naufal Ilham
Naufal Ilham (* 16. August 2002 in Singapur), mit vollständigen Namen Mohamad Naufal Ilham bin Mohamad Ismail, ist ein singapurischer Fußballspieler.

## Karriere
Naufal Ilham erlernte das Fußballspielen in den Mannschaften der Singapore Sports School und der National Football Academy, sowie in der U21-Mannschaft des Erstligisten Lion City Sailors. 2021 unterschrieb er einen Vertrag beim Tanjong Pagar United. Der Verein spielt in der ersten singapurischen Liga, der Singapore Premier League. Sein Erstligadebüt gab Naufal Ilham am 14. März 2021 im Auswärtsspiel gegen Geylang International. Hier stand er in der Startelf und wurde nach der Pause gegen Ammirul Emmran ausgewechselt. Bis zu seiner Einberufung zum Militärdienst am 2. Juli 2023 bestritt er 25 Erstligaspiele.